# Vofa
Vofa (Isländisch für „Gespenst“) ist eine 2017 gegründete Funeral-Doom-Band.

## Geschichte
Das Projekt Vofa wird seit 2017 von vier Musikern unterhalten, die sich auf Anonymität berufen. Die Band gibt keine Selbstauskünfte jenseits der isländischen Herkunft und des musikalischen Hintergrunds der Mitglieder preis. So verweist die Band auf eine fünfzehnjährige Erfahrung der einzelnen Musiker mit Black Metal, Death Metal, Punk, Grindcore, Hardcore Punk, Electronica, Folk und Doom Metal. Als Herkunft wird für die Gruppe vereinzelt der Ort Ólafsvík angegeben, derweil dieser Angabe keine direkte Aussage der Band zuzuordnen ist.
Das 2017 veröffentlichte und selbstbetitelte Debütalbum erschien über Funere und Exhumed Records. Vofa wurde von der Musikpresse einheitlich positiv aufgenommen. Rezensenten verwiesen auf den als solchen von der Band propagierten und von den Rezensenten angenommen reichhaltigen Erfahrungsschatz der Musiker. Die anonyme Gruppe bestünde dem Anschein nach aus Menschen, „die eindeutig einiges über das Gestalten dieser Art von Musik“ wüssten. So sei die Erfahrungen der Musiker trotz der gewählten Anonymität bei einem „derart gut konstruierten und gut ausgeführten Album“ offensichtlich. Die Beteiligten hätten den Stil mit ihrem Debüt regelrecht „gemeistert“ und „perfektioniert“. Das Album verkörpere eine „morbide Faszination“ sowie eine „rumpelnde Pracht“ die „gleichermaßen kolossal und erschütternd“ sei.

## Stil
Vofa spielt einen eklektischen Funeral Doom mit Einflüssen aus diversen Substilen des Doom Metal, und „einen zerrissen-wütenden Black-Metal-Einschlag“ im Gesang. Als Basis ihrer Musik benennt die Gruppe kalten und wütenden Doom Metal gepaart mit Klangflächen des Mystizismus und Horrors. Von Rezensenten wird die Musik als „monumental“, „rifflastig und atmosphärisch“ wahrgenommen. Hierbei sei das Schlagzeugspiel eine akribisch gleichmäßige Perkussion vor der sich die ätherischen bis schaurige Klanglandschaften aus Effekten, Samples und eines an Shoegazing und Ethereal gemahnten Gitarrenspiels mit schweren Riffing sowie dem den Black Metal nahen Screaming ergänzten.

## Diskografie
- 2019: Vofa (Album, Funere/Exhumed Records)